# Torre del Greco
Torre del Greco és un municipi italià, que forma part de la Ciutat metropolitana de Nàpols, regió de Campània. És ak peu del Vesuvi i banyat pel Golf de Nàpols. L'any 2023 tenia 80.508 habitants.
La indústria tradicional és el greball de corall vermell, nacre, petxines, lava i pedres semiprecioses, una activitat inaugurada el 1878, quan es va establir l'Escola de Gravat de Corall i Arts Decoratives.  Modernament, s'hi han desenvolupat els sectors alimentari, mecànic, electromecànic, del moble i construcció naval.